# غريغ هانكوك
غريغ هانكوك (بالإنجليزية: Greg Hancock؛ بالبولندية: Greg Hancock) هو متسابق دراجات نارية أمريكي وبولندي، ولد في 3 يونيو 1970 في ويتير في الولايات المتحدة.